# Tinascliniiar
Tinascliniiar (in etrusco, "figli di Tina") erano divinità menzionate nel piede di un kylix dell'artista Oltos, ritrovato a Tarquinia, attorno al 520 a.C. e inneggiante ai figli di Tinia. Corrispondono ai greci Dióskouroi, ossia i figli di Zeus.